# Mastacides pterolepis
Mastacides pterolepis är en insektsart som beskrevs av Bolívar, I. 1899. Mastacides pterolepis ingår i släktet Mastacides och familjen Mastacideidae. Inga underarter finns listade i Catalogue of Life.